# Igreja de São Mateus em Merulana

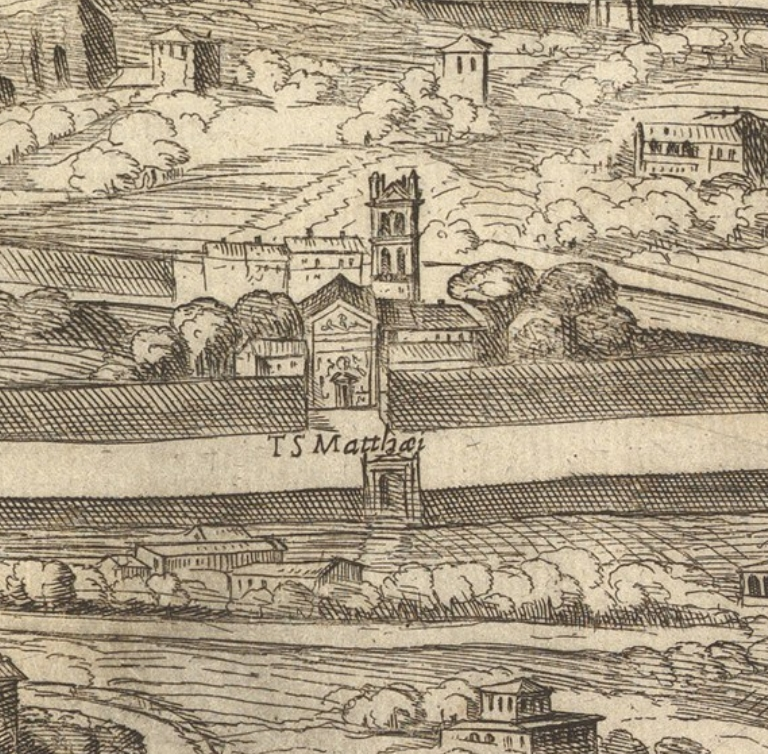
Vista do complexo na planta de Roma de Antonio Tempesta (1593).

San Matteo in Merulana era uma igreja de Roma que ficava localizada na Via Merulana, no rione Esquilino. A abside ficava na Via Machiavelli, logo ao sudoeste do cruzamento com a Via Giusti, e a capela de Sant'Elena all'Esquilino está no local onde ficava a nave. Era dedicada a São Mateus Evangelista.

## História

### Titulus
Apesar de pouco impressionante, San Matteo era uma igreja muito antiga, provavelmente do século IV, um dos titulus originais listados no Concílio de Roma de 499 com o nome de Titulus Matthaei. Conta-se que o papa Anacleto (r. 80-92), que vivia na Regio Merulana (o moderno rione Esquilino), criou um oratório dedicado a São Mateus Evangelista. Esta igreja doméstica (em latim: domus ecclesia) teria sido transformada em titulus pelo papa Alexandre I (r. 105-115) por volta de 112, mas o papa Gregório I o teria abolido por volta de 600. O fato é que menções a ela cessaram no século VI e, por muito tempo, acreditou-se o titulus tivesse sido transferido para Santi Marcellino e Pietro al Laterano. Contudo, esta hipótese hoje é descartada, pois não há provas disso.

### Idade Média

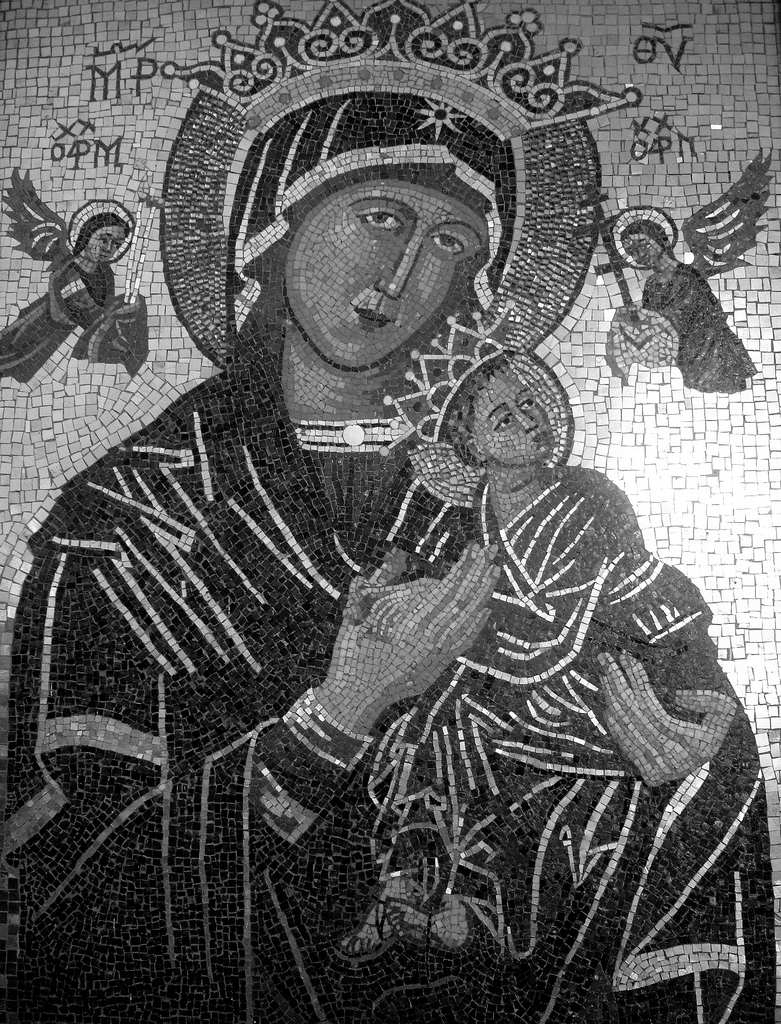
Ícone original de Nossa Senhora do Perpétuo Socorro, que ficou por muitos séculos em San Matteo e hoje preservado na igreja de Sant'Alfonso di Liguori all'Esquilino.

Esta igreja monástica foi restaurada pelo papa Pascoal II em 1110, a primeira evidência factual de sua existência. No pontificado do papa Inocêncio III, em 1212, ela foi restaurada novamente e um hospital foi fundado um pouco mais para o sul. Ali ficavam hospedados os membros do grupo de empregados domésticos do papa quando ele estava no Palácio de Latrão. O complexo foi entregue para uma ordem religiosa de frades conhecida como Fratres Cruciferi em italiano, os Frades Crucificados. A ordem se degenerou de maneira acentuada no final da Idade Média (ela foi suprimida em 1656) e a igreja foi removida de seus cuidados em 1477 depois de a propriedade ter sido sequestrada corruptamente por seculares. Ela foi entregue aos Frades Agostinianos. Em 1499, um ícone bizantino da Virgem e o Menino foi abrigado num santuário no local depois de ter sido roubado de sua igreja original em Creta por um comerciante italiano. Ele teria um glorioso futuro: é conhecido hoje como Nossa Senhora do Perpétuo Socorro.
Ela foi mencionada no Catalogo di Torino (c. 1320) com o nome de Hospitale sancti Matthei de Merulana e no Catalogo del Signorili (c. 1425) como sci. Mathei in Merulana. O papa Leão X (r. 1513-1521) restauro o status de titulus da igreja  e o primeiro cardeal-presbítero titular foi o famoso humanista Egídio de Viterbo.

### Via Merulana
Até 1575, a igreja ficava na única estrada entre o Latrão e Santa Maria Maggiore, a Via di San Matteo, que começava na mesma altura da extremidade sul da presente Via Merulana, mas que então divergia para a direita e continuava numa linha reta até o Troféu de Mário, na atual Piazza Vittorio Emanuele II. A entrada da igreja ficava nesta via, passando por um pórtico com colunas. No mesmo ano, o papa Gregório XIII abriu a moderna Via Merulana (antiga Via Gregoriana), uma via reta entre as duas basílicas papais. Ela atravessava a antiga estrada mais ou menos no local do atual cruzamento com a Via Alfieri, por trás da igreja. Por conta disto, a orientação da igreja foi invertida e o pórtico foi demolido para dar lugar a uma abside. O cardeal Décio Azzolino restaurou novamente a igreja durante o pontificado do papa Sisto V (r. 1585-1590).
No pontificado do papa Inocêncio X (r. 1644-1655), a igreja já aparece nos registros como abandonada e sua mais importante relíquia, um braço de São Mateus Evangelista, foi transferida para Santa Maria Maggiore. Apesar disto, o papa Clemente IX (r. 1667-1669) financiou uma nova restauração. A área permaneceu rural por um bom tempo durante o século XIX, apesar de algumas villas nobres terem sido construídas na região nos séculos XVII e XVIII. Na época do Mapa de Nolli (1748), as imediações da igreja ainda eram vinhas ou campos de feno para alimentação dos cavalos dos nobres da cidade. Nesta época, a maior parte dos frades era irlandesa.

### Demolição

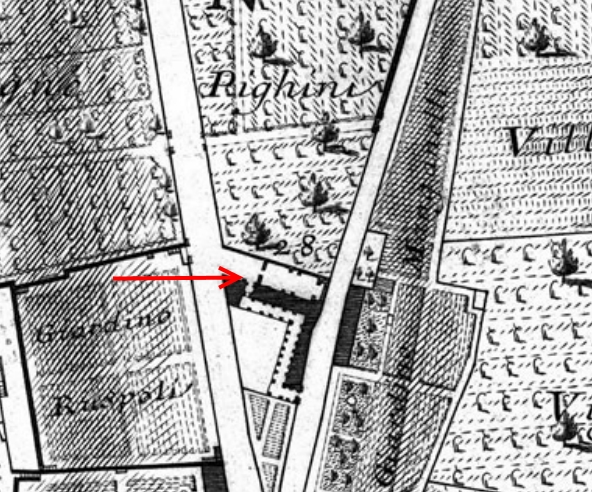
Localização no Mapa de Nolli (1748).

O complexo todo foi demolido em 1810 durante a ocupação francesa de Roma sob o pretexto de um alargamento da Via Merulana. Contudo, a igreja não atrapalhava a obra e a razão real da demolição permanece um mistério. O local todo foi simplesmente deixado vago, uma situação que só mudou com o rápido avanço imobiliário depois da captura de Roma (1870). Alguns fragmentos de mármore e partes do piso foram preservados em San Giovanni in Laterano. O veneradíssimo ícone que ficava no local foi transferido primeiro para Sant'Eusebio all'Esquilino, depois Santa Maria in Posterula em 1819 e finalmente, em 1866, para Sant'Alfonso di Liguori all'Esquilino.
Depois da expulsão dos franceses, uma pequena capela foi construída no local patrocinada por Agosto Senatra, mas ela também acabou sendo demolida no final do século. A pequena igreja ou capela de San Matteo delle Muratte era considerada como a sucessora de San Matteo in Merulana após 1810 para fins da veneração do evangelista em Roma, mas ela também foi demolida em 1913. Atualmente há apenas uma única igreja paroquial dedicada a São Mateus em Roma, San Matteo Apostolo ed Evangelista, na zona Casal Morena.
Em 23 de dezembro de 1801, o papa Pio VII suprimiu novamente o titulus e o mudou para a igreja de Santa Maria della Vittoria.

## Descrição
A igreja tinha uma planta retangular com uma abside retangular pequena e rasa separada da nave por um arco triunfal. Nesta estavam duas capelas laterais de frente uma para a outra, mas sem identidade externa. Cada uma estava marca apenas por um par de pilastras. A entrada para a Via Merulana se dava através de um pátio aberto para a rua com um portal único na extremidade. Para a direita da fachada estava a entrada do convento, que tinha duas alas no formato de um "L"; uma delas ao longo do lado sul da igreja e outra ao longo do lado oeste da Via di San Matteo. Um passeio arcado corria a partir da entrada principal ao longo do lado sul da primeira ala e pelo lado oeste desta última até uma outra entrada para o complexo na Via di San Matteo. O jardim dos frades ficava no triângulo entre as duas ruas para o sul.
A abóbada no teto estava decorada com o brasão do papa Clemente VII e do cardeal Egídio de Viterbo. O piso era um trabalho cosmatesco.